# Берлянт, Александр Михайлович
Алекса́ндр Миха́йлович Бе́рлянт (род. 9 октября 1937, Москва) — советский и российский географ-картограф, доктор географических наук, профессор, заслуженный деятель науки Российской Федерации (2002), заслуженный профессор Московского университета (2004).

## Деятельность
- В 1957—1958 гг. начал работать техником-геофизиком аэрогеофизических экспедиций на Крайнем Севере.
- В 1962 г. окончил кафедру картографии Географического факультета МГУ с присвоением квалификации «географ-картограф». Работал по специальности в геологических экспедициях на Европейском Севере, в Западной Сибири и Якутии.
- В 1966 г. защитил кандидатскую диссертацию по картографическому методу изучения неотектоники на тему «Картографические методы изучения новейших тектонических движений (на примере северных районов Европейской части СССР)»[2], после чего был приглашён ассистентом на кафедру картографии.
- В 1976 г. защитил докторскую диссертацию по общей теории картографического метода исследования на тему «Методика использования карт при исследовании природных явлений»[3].
- С 1987 г. — профессор кафедры картографии и геоинформатики МГУ.
- В 1990—2009 гг. — заведующий этой кафедрой[4].

Председатель Секции географической картографии Учебно-методического объединения университетов, член научных советов по геоинформатике РАН и по проблемам географического образования РАО. Академик РАЕН, член ряда общественных организаций: Президиума Национального Совета картографов России, учёного совета Русского географического общества, Президиума Общества геодезии, картографии и землеустройства, Президиума ГИС-Ассоциации, Комиссии по теории картографии Международной картографической ассоциации, Председатель Отделения картографии Московского филиала Русского географического общества и др.
Ответственный редактор Реферативного Журнала «Картография» ВИНИТИ РАН, член редколлегий журналов «Вестник Московского университета. Серия 5, География», «Геоморфология», «Геодезия и картография», «География в школе», «География и экология в школе», «ГИС-обозрение», «Информационный бюллетень ГИС-Ассоциации», «Живописная Россия».
Изначальные научные интересы лежат в области теории картографии, разработки методов использования карт в научных исследованиях, проблем картографического образа и др.
В середине 1980-х годов А. М. Берлянт выдвинул идею геоиконики — общей теории геоизображений, сочетающей картографию, дистанционное зондирование Земли и геоинформатику. Этой проблеме посвящены многие статьи, доклады и монографии Александра Михайловича и его учеников.
Им подготовлено 18 кандидатов и 3 доктора наук.
Издано более 500 научных работ, в том числе более 20 книг (учебники, учебные пособия, справочники, толковые словари, научно-популярные книги, карты и атласы).

## Основные труды
- Картографический метод исследования. М., 1978 (2-е изд. 1988)
- Карта — второй язык географии : (Очерки о картографии). Кн. для учителя. — М. : Просвещение, 1985. — 191 с.
- Образ пространства: карта и информация. — М.: Мысль, 1986. — 238,[2] с. : ил.
- Использование карт в науках о Земле // Картография. М., 1986;
- Картография и геоинформатика. М., 1991;
- Теоретические проблемы картографии. М., 1993;
- Геоиконика. — М. : Фирма «Астрея», 1996. — 206,[1] с., [8] л. ил. : ил. ISBN 5-7594-0025-8
- Геоинформационное картографирование. М., 1997;
- Картография и телекоммуникация. М., 1998;
- Картографические анимации. М., 2000 (в соавт. с Л. А. Ушаковой);
- Виртуальные геоизображения. М., 2001;
- Картография. Учебник для университетов. М. 2001 (2-е изд. 2002).
- Карта. Краткий толковый словарь. М., 2003.
- Картографический словарь. — М.: Научный мир, 2005. — 424 с. — ISBN 5-89176-309-5.

## Награды и звания
- Премия имени Д. Н. Анучина (1980, за монографию «Картографический метод исследования»).
- Ломоносовская премия (1999, II премия за цикл работ «Теория и методы использования карт в науках о Земле»).
- Золотая медаль имени Н. М. Пржевальского Русского географического общества (1990).
- Звание «Почётный геодезист» (1999, Федеральная служба геодезии и картографии России).
- Четырежды (1997—2000) удостоен звания Соросовского профессора.
- Заслуженный деятель науки Российской Федерации (2002).
- Заслуженный профессор Московского университета (2004).